# Список глав государств в 931 году
Список глав государств в 930 году — 931 год — Список глав государств в 932 году — Список глав государств по годам

## Азия
- Аббасидский халифат — Аль-Муктадир, халиф (908 — 932)
  -  Зийядиды — Абу'л-Яш Исхак ибн Ибрагим, эмир (904 — 981)
  -  Зияриды — Мердавидж, эмир (928 — 935)
  -  Саманиды — Наср II, эмир (914 — 943)
  -  Саффариды — Абу Джафар ибн-Лейс, эмир (922 — 963)
  -  Табаристан (Баванди) — Шахрияр II, испахбад (930 — 946)
  -  Хамданиды — Насир ад-даула эл-Хасан, эмир (929 — 967)
  - Яфуриды — Асад I ибн Ибрахим, имам (898 — 944)
- Абхазское царство — Георгий II, царь (ок.916 — ок. 960)
- Армения (Анийское царство) — Абас I, царь (ок. 929 — 953)
- Васпураканское царство — Гагик I, царь (908 — 943)
- Вайтхали[англ.] — Тири Тенг Санда, царь[англ.] (903 — 935)
- Грузия —
  - Кахетия — Квирике II, князь[англ.] (929 — 976)
  - Тао-Кларджети — Давид II, царь (923 — 937)
    - Гурген II, эристави (Тао) (918 — 941)
    - Давид I, мампали (Кларджети) (900 — 943)

  - Тбилисский эмират — Мансур бен Джаффар, эмир (914 — 952)
- Индия — 
  - Венги (Восточные Чалукья) — Юдхималла, махараджа (928 — 935)
  - Гурджара-Пратихара — Махипала I, махараджа (913 — 944)
  - Западные Ганги — Нарасимха, махараджа (921 — 933)
  - Камарупа — Ратна Пала, махараджадхираджа[англ.] (920 — 960)
  - Качари[англ.] — Прасанто, царь[англ.] (925 — 1010)
  - Кашмир — Камалука, царь[нем.] (904 — 940)
  - Пала — Райяпала, царь (908 — 940)
  - Парамара[англ.] — Ваирисимха II, махараджа[англ.] (918 — 948)
  - Раштракуты — Говиндараджа IV, махараджадхираджа (929 — 939)
  - Харикела (династия Чандра) — Шричандра, махараджадхираджа[англ.] (930 — 975)
  - Чола — Парантака I, махараджа (907 — 947)
  - Ядавы (Сеунадеша) — Бхиллама I, махараджа (920 — 935)
- Индонезия — 
  - Матарам (Меданг) — Синдок, шри-махараджа (929 — 947)
  - Сунда — Ягири Прабу Пукуквеси, король (916 — 942)
- Караханидское государство — 
  - Сатук Богра-хан, хан (920 — 955)
  - Огулчак Арслан-хан, хан (893 — 940)
- Китай (Эпоха пяти династий и десяти царств) — 
  -  Поздняя Тан — Мин-цзун (Ли Сыюань), император (926 — 933)
  -  Минь — Ван Яньцзюнь, князь (926 — 933)
  -  У — Ян Пу, король[англ.] (920 — 937)
  -  У Юэ — Цянь Лю, король[англ.] (907 — 932)
  -  Цзиннань — Гао Цунхой, король[англ.] (928 — 948)
  -  Чу — Ма Сишэн, король[англ.] (930 — 932)
  -  Южная Хань — Гао-цзу (Лю Янь), император (917 — 942)
- Кхмерская империя (Камбуджадеша) — Джаяварман IV, император (923 — 941)
- Корея (Поздние три корейские государства) —
  - Корё — Ван Гон (Тхэджо), ван (918 — 943)
  - Силла — Кёнсун, ван (927 — 935)
  - Хупэкче — Кён Хвон, ван (900 — 935)
- Ляо — Тай-цзун (Дэгуан), император (926 — 947)
- Паган — Сале Нгакве, король[англ.] (904 — 934)
- Раджарата (Анурадхапура) — Кассапа V, король (929 — 939)
- Тямпа — Индраварман III, князь (918 — 959)
- Ширван — Абу Тахир Йазид ибн Мухаммед, ширваншах (917 — 948)
- Япония — Судзаку, император (930 — 946)

## Африка
- Гао — Косой Дарей, дья (ок. 920 — ок. 940)
- Берегватов Конфедерация — Абу аль-Ансар Абдалла, король (ок. 917 — ок. 961)
- Идрисиды — Касим ибн Ибрахим ибн Мухаммад ибн Хасан ибн Идрис ас-Сагир, халиф Магриба (927 — 949)
- Канем — Хартсо (Аритсе), маи (ок. 893 — 942)
- Макурия — Стефан, царь (ок. 912 — ок. 943)
- Некор[англ.] — Абу Аюб Исмаил ибн Абд аль-Малик, эмир[англ.] (930 — 935)
- Сиджильмаса — Мухаммад II, эмир (921 — 933)
- Фатимидский халифат — Убайдаллах аль-Махди, халиф (909 — 934)
- Эфиопия — Татадим, император (919 — 959)

## Европа
- Англия — Этельстан, король (924 — 939)
- Болгарское царство — Петр I, царь (927 — 969)
- Венгрия — Жольт, князь (надьфейеделем) (907 — ок. 947)
- Венецианская республика — Орсо II Партечипацио, дож (912 — 932)
- Верхняя Бургундия — Рудольф II, король (912 — 937)
- Византийская империя — Роман I Лакапин, император (920 — 944)
- Волжская Булгария — Микаил ибн Джагфар, хан[англ.] (ок. 925 — ок. 943)
- Восточно-Франкское королевство — Генрих I Птицелов, король (919 — 936)
  - Бавария — Арнульф Злой, герцог (907 — 937)
  - Голландия — 
    - Дирк I, граф (ок. 921 — ок. 931)
    - Дирк I Второй, граф (ок. 931 — ок. 939)

  - Лотарингия — Гизельберт, герцог (928 — 939)
  - Намюр — Роберт I, граф (ок. 924 — ок. 974)
  - Саксония — Генрих I Птицелов, герцог (912 — 936)
  - Франкония — Эберхард, герцог (918 — 939)
  - Швабия — Герман I, герцог (926 — 949)
  - Эно (Геннегау) — Ренье II, граф (925 — ок. 940)
- Гасконь — Санш IV Гарсия, герцог (ок. 930 — ок. 950)
  - Фезансак — Гильом Гарсия де Фезансак, граф (ок. 926 — ок. 960)
- Дания — Кнуд I Хардекнуд, король (916 — ок. 948)
- Западно-Франкское королевство — Рауль I, король (923 — 936)
  - Аквитания — Эбль Манцер, герцог (890 — 893, 927 — 932)
  - Ампурьяс — 
    - Госберт, граф (916 — 931)
    - Госфред I, граф (931 — 991)

  - Ангулем — Гильом II Тайлефер, граф (930 — 945)
  - Анжу — Фульк I Рыжий, граф (930 — 942)
  - Барселона — Суньер I, граф (911 — 947)
  - Бесалу — Вифред II, граф (927 — 957)
  - Бретань — Вильгельм I Длинный Меч, герцог (931 — 937)
  - Булонь — Адалульф, граф (918 — 935)
  - Бургундия — Гуго Черный, герцог (923 — 952)
  - Вермандуа — Герберт II, граф (ок. 902 — 943)
  - Готия — 
    - Эрменгол, маркиз (924 — ок. 935)
    - Раймунд III Понс, маркиз (924 — 936)

  - Каркассон — Акфред II, граф (908 — 934)
  - Конфлан — Сунифред II, граф (927 — 968)
  - Мэн — Гуго I, граф (900 — ок. 940)
  - Нант — Инкон, граф (ок. 930 — 937)
  - Нейстрийская марка — Гуго Великий, маркиз (922 — 956)
  - Нормандия — Вильгельм I Длинный Меч, герцог (927 — 942)
  - Овернь[англ.] — Эбль Манцер, граф (927 — 932)
  - Пальярс — 
    - Исарн I, граф (920 — 948)
    - Лопе I, граф (920 — 948)

  - Париж — Гуго Великий, граф (922 — 956)
  - Пуатье — Эбль Манцер, граф (890 — 892, 902 — 934)
  - Рибагорса — 
    - Бернат I Унифред, граф (920 — ок. 956)
    - Миро I, граф (920 — ок. 950)

  - Руссильон — 
    - Госберт, граф (916 — 931)
    - Госфред I, граф (931 — 991)

  - Руэрг — Эрменгол, граф (906 — ок. 935)
  - Серданья — Сунифред II, граф (927 — 968)
  - Труа — Рауль II, граф (921 — 936)
  - Тулуза — Раймунд III Понс, маркграф (924 — ок. 950)
  - Урхель — Сунифред II, граф (897 — 948)
  - Фландрия — Арнульф I Великий, граф (918 — 958, 962 — 965)
  - Шалон — Жильбер, граф (924 — 956)
- Ирландия — Доннхад Донн, верховный король (919 — 944)
  - Айлех — Фергал мак Домнайлл, король (919 — 938)
  - Дублин — Готфрид I, король (921 — 934)
  - Коннахт — Тадг II, король (925 — 956)
  - Лейнстер — Фаэлан III, король (917 — 943)
  - Миде — Доннхад Донн, король (919 — 944)
  - Мунстер — Флатбертах мак Инмайнен, король (914 — 944)
  - Ольстер — Лойнгсех мак Кенн Этиг, король (925 — 932)
- Испания —
  - Арагон — Андрегота Галиндес, графиня (922 — 943)
  - Галисия — 
    - Рамиро II, король (929 — 931)
    - с 931 года в унии с Леоном

  - Кордовский халифат — Абд ар-Рахман III, халиф (929 — 961)
  - Леон — 
    - Альфонсо IV Монах, король (925 — 931)
    - Рамиро II, король (931 — 951)
    - Алава — 
      - Альваро Эррамелис, граф (921 — 931)
      - с 931 года вошла в состав Кастилии

    - Кастилия — 
      - Гутьер Нуньес, граф (929 — 931)
      - Фернан Гонсалес, граф (931 — 944, 945 — 970)

  - Наварра — 
    - Химено II Гарсес, король (925 — 931)
    - Гарсия I Санчес, король (931 — 970)
- Италийское королевство — Гуго Арльский, король Италии (926 — 945)
  - Иврейская марка — Беренгар, маркграф (924 — 964)
  - Сполето — Теобальд I, герцог (928 — 936)
  - Тосканская марка — 
    - Ламберт, маркграф (930 — 931)
    - Бозон, маркграф (931 — 936)
- Италия —
  - Беневенто и Капуя — 
    - Ландульф I, князь (901 — 943)
    - Атенульф II, князь (911 — 940)

  - Гаэта — Иоанн I, консул[англ.] (906 — 933)
  - Неаполь — Иоанн III, герцог (928 — 968)
  - Салерно — Гвемар II, князь (ок. 900 — 946)
- Киевская Русь (Древнерусское государство) — Игорь, великий князь Киевский, князь Новгородский (912 — 945)
- Критский эмират — Ахмад, эмир (925 — 940)
- Норвегия — Эйрик I Кровавая Секира, король (930 — 934)
- Папская область — 
  - Стефан VII (VIII), папа римский (928 — 931)
  - Иоанн XI, папа римский (931 — 935)
- Португалия — Менду I Гонсалвеш, граф (ок. 924 — ок. 950)
- Прованс (Нижняя Бургундия) — Гуго Арльский, король (928 — 933)
  - Вьенн — 
    - Эд де Вермандуа, граф (928 — 931)
    - Карл Константин, граф (931 — 962)
- Уэльс —
  - Брихейниог — Теудр IV, король (900 — 934)
  - Гвент — Каделл ап Артвайл, король (930 — 942)
  - Гвинед — Идвал ап Анарауд, король (916 — 942)
  - Гливисинг — 
    - Грифид ап Оуэн, король (930 — 934)
    - Кадуган ап Оуэн, король (930 — 950)
    - Морган ап Оуэн, король (930 — 974)

  - Дехейбарт — Хивел II Добрый, король (920 — 950)
- Хазарский каганат — Аарон II, бек (ок. 920 — ок. 940)
- Хорватия — Трпимир II, король (928 — 935)
- Чехия — Вацлав I Святой, князь (921 — 935)
- Швеция — Бьёрн Эриксон, конунг (882 — 932)
- Шотландия (Альба) — Константин II, король (900 — 943)

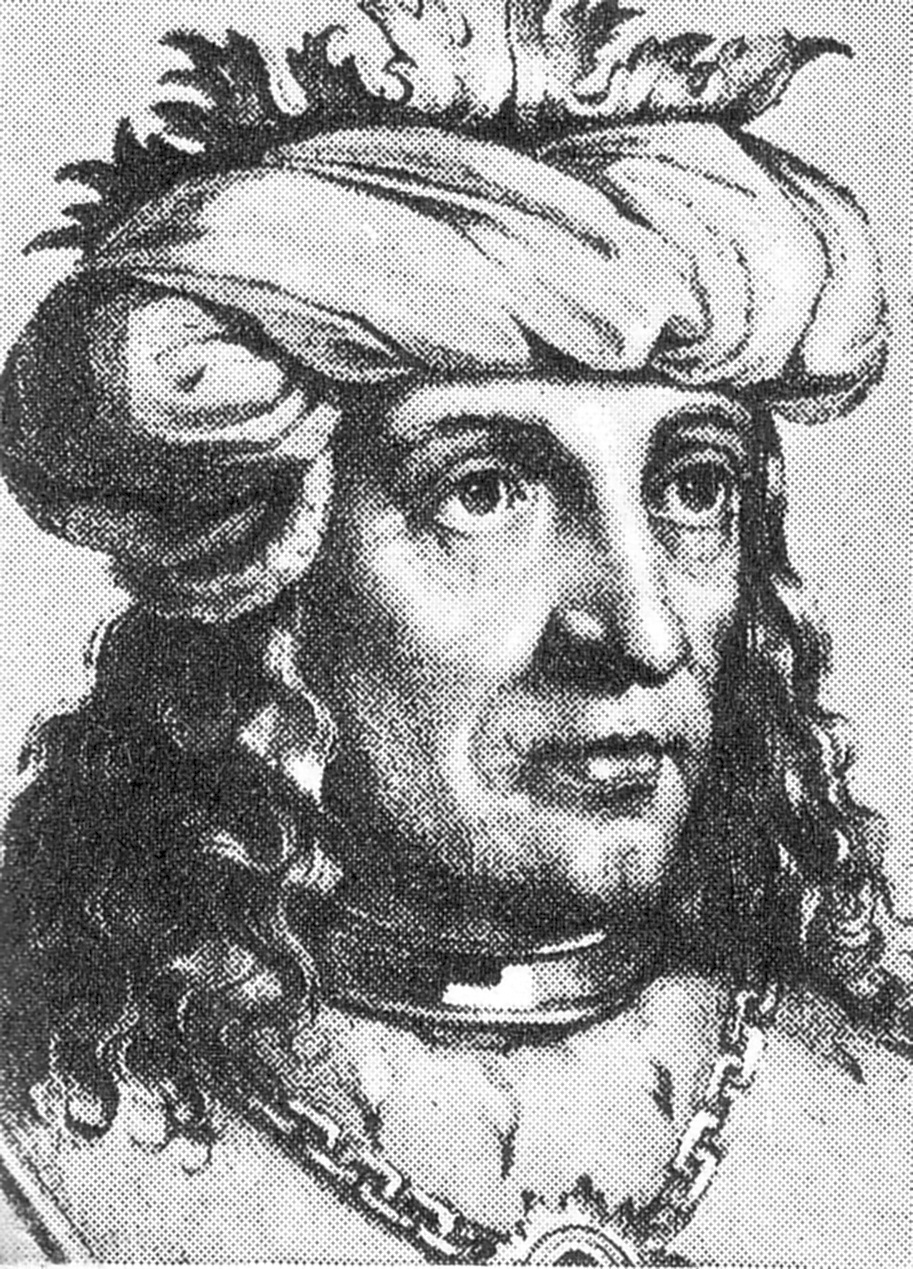
Генрих I Птицелов 919-936 Король Восточно-Франкского королевства
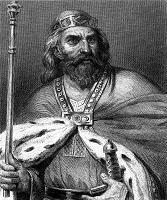
Рауль I 923-936 Король Западно-Франкского королевства
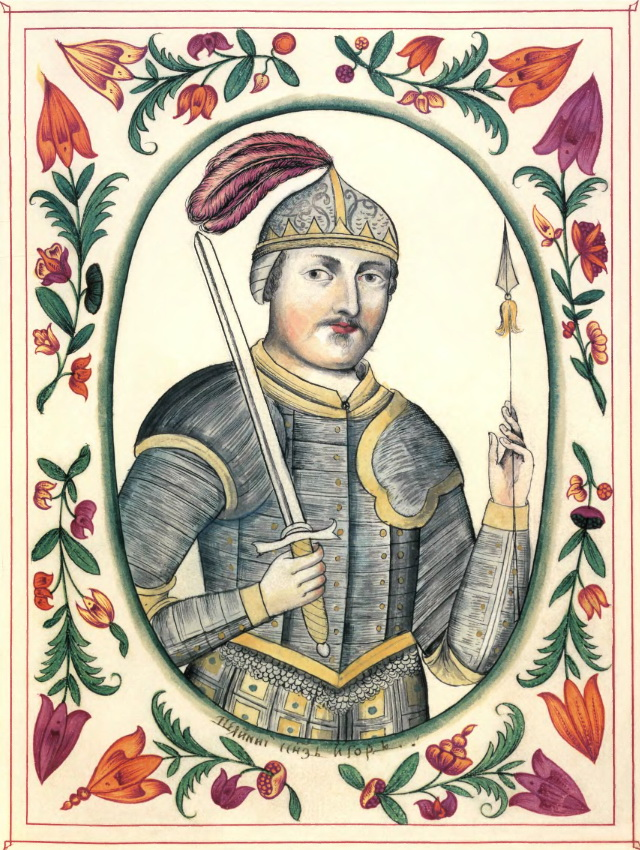
Игорь 912-945 Великий князь Киевский
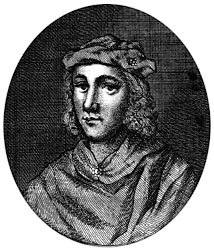
Константин II 900-943 Король Шотландии
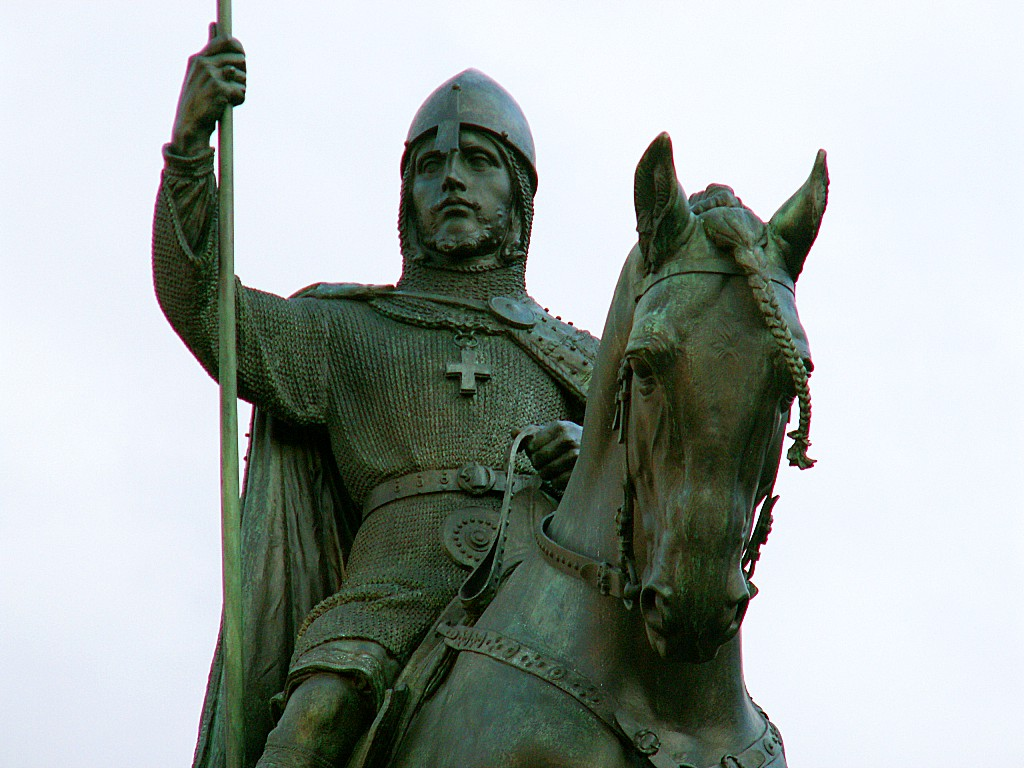
Вацлав I Святой 921-935 Князь Чехии
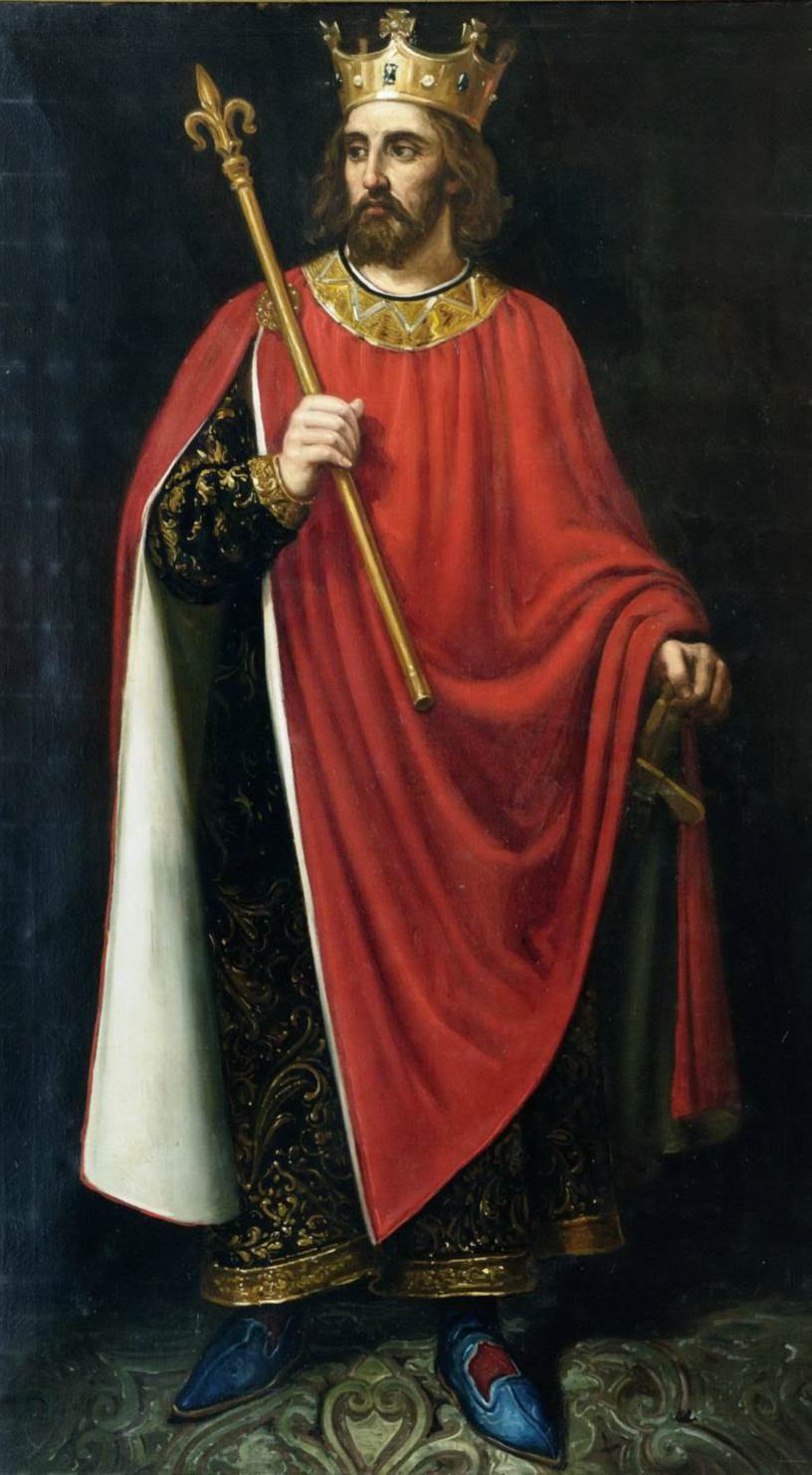
Альфонсо IV Монах 925-931 Король Леона
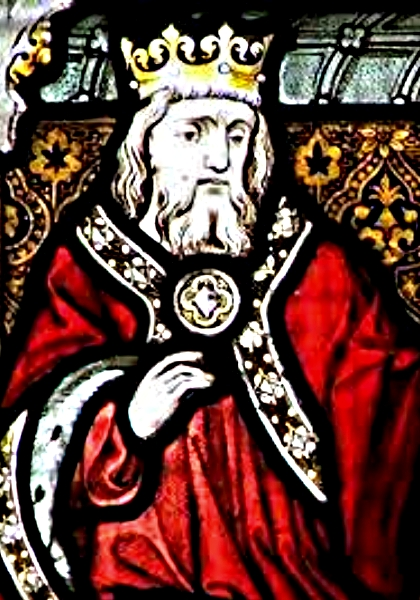
Арнульф I Великий 918-965 Граф Фландрский
Орсо II Партечипацио 912-932 Дож Венеции
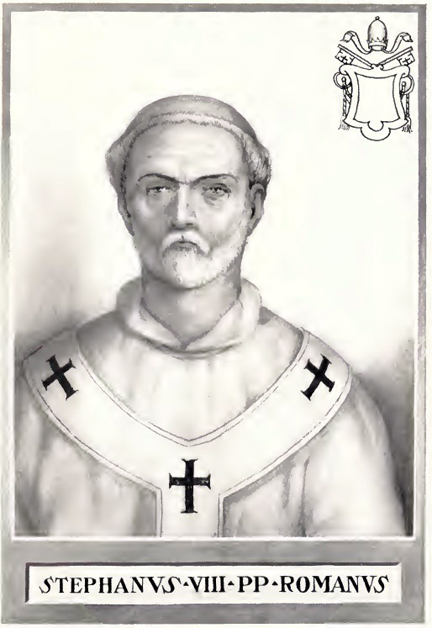
Стефан VII(VIII) 928-931 Папа римский